# Martenatuin
De Martenatuin is een 0,4 hectare grote openbare tuin in Engelse landschapsstijl aangelegd achter de Stadsstate Martenastins waarin een museum is gevestigd in Franeker. De tuin geniet bekendheid door de aanwezige stinsenplanten.

## Geschiedenis
De Martenastins werd gebouwd in 1498 op een groot terrein in de stad Franeker. Huis en tuin werden gewijzigd nadat burgemeester Suffridius Westerhuis en zijn vrouw Titia Bogarda het verwierven. Zij lieten een tuin aanleggen in formele stijl met parterres, spiegelhagen en een orangerie, waarbij het achterste deel van de tuin een boomgaard was. In 1737 werd het oostelijk deel van de tuin verkocht voor de bouw van het Westerhuis Vrouwengasthuis. In 1834 verwierf Albartus Telting huis en tuin en liet de tuin veranderen in een Engelse landschapstuin waarbij oude bomen gespaard bleven. Een ontwerper wordt in bewaard gebleven documenten uit die tijd niet genoemd, maar op grond van stijlkenmerken wordt L.P. Roodbaard als tuinarchitect beschouwd.  In 1895 werd de Martenastins aangekocht als gemeentehuis voor Franekeradeel. In de jaren dat deze gemeente de tuineigenaar was, is de tuin kleiner geworden en zijn elementen als de orangerie en het prieel verdwenen. In 1984 vertrok de gemeente uit de Martenastins. In 2006 werd het Museum Martena er gevestigd. Het beheer van de tuin kwam in handen van de stichting Martenatuin.

## Stinsenflora en bomen
De stinsenflora in de tuin bestaat uit planten als: holwortel, sneeuwklokje,lenteklokje, bonte krokus, blauwe anemoon en bostulp.                                     Enkele monumentale bomen zijn een juttepeer, bonte esdoorn, een plataan en zomereiken.

## Toegankelijkheid
De tuin is toegankelijk via de Voorstraat (middels een steeg tussen de Martenastins en het Bangahuis) en vanaf de Heerengracht. De openstelling is van 8:00 uur tot winkelsluitingstijd.

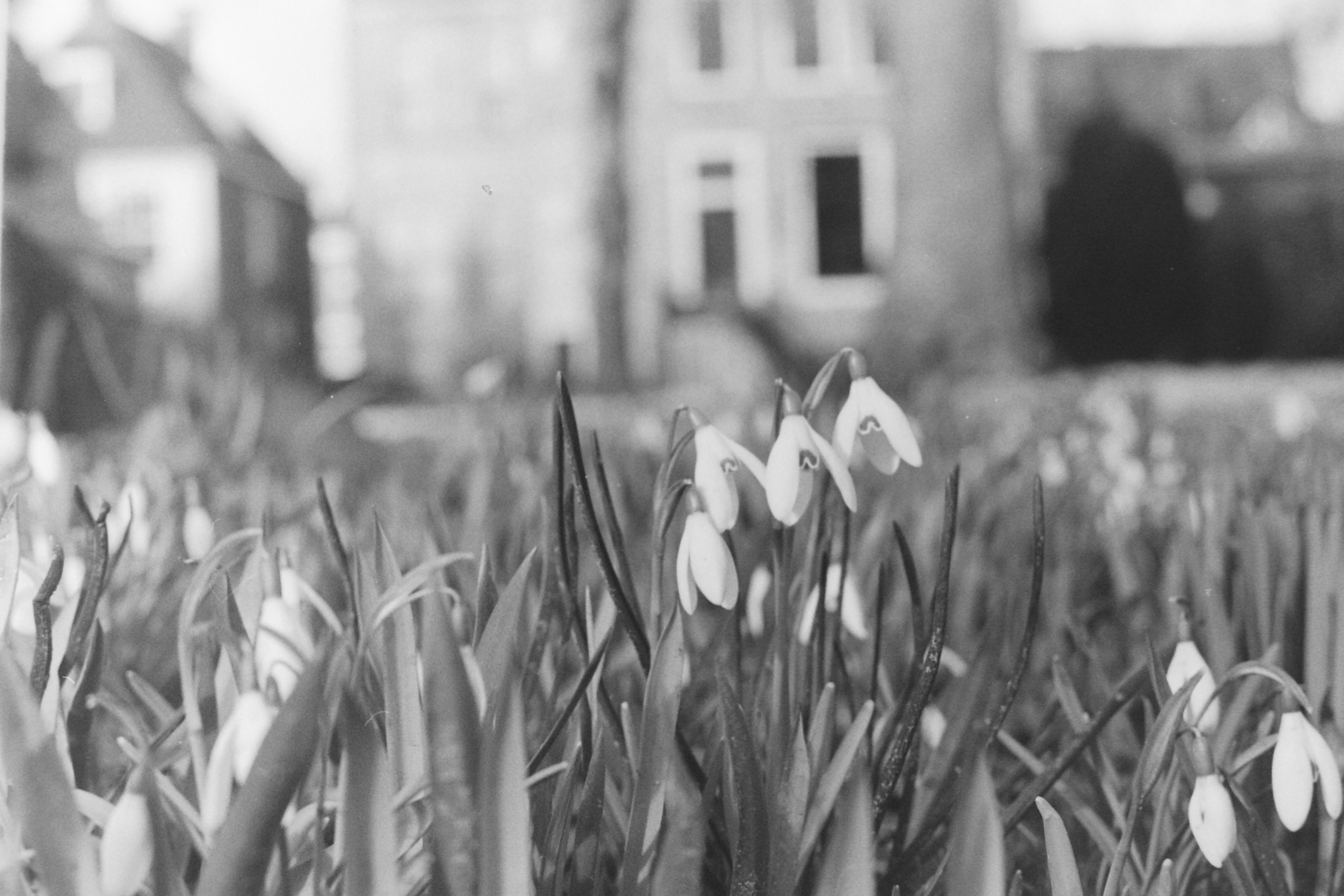
Sneeuwklokje in de Martenatuin
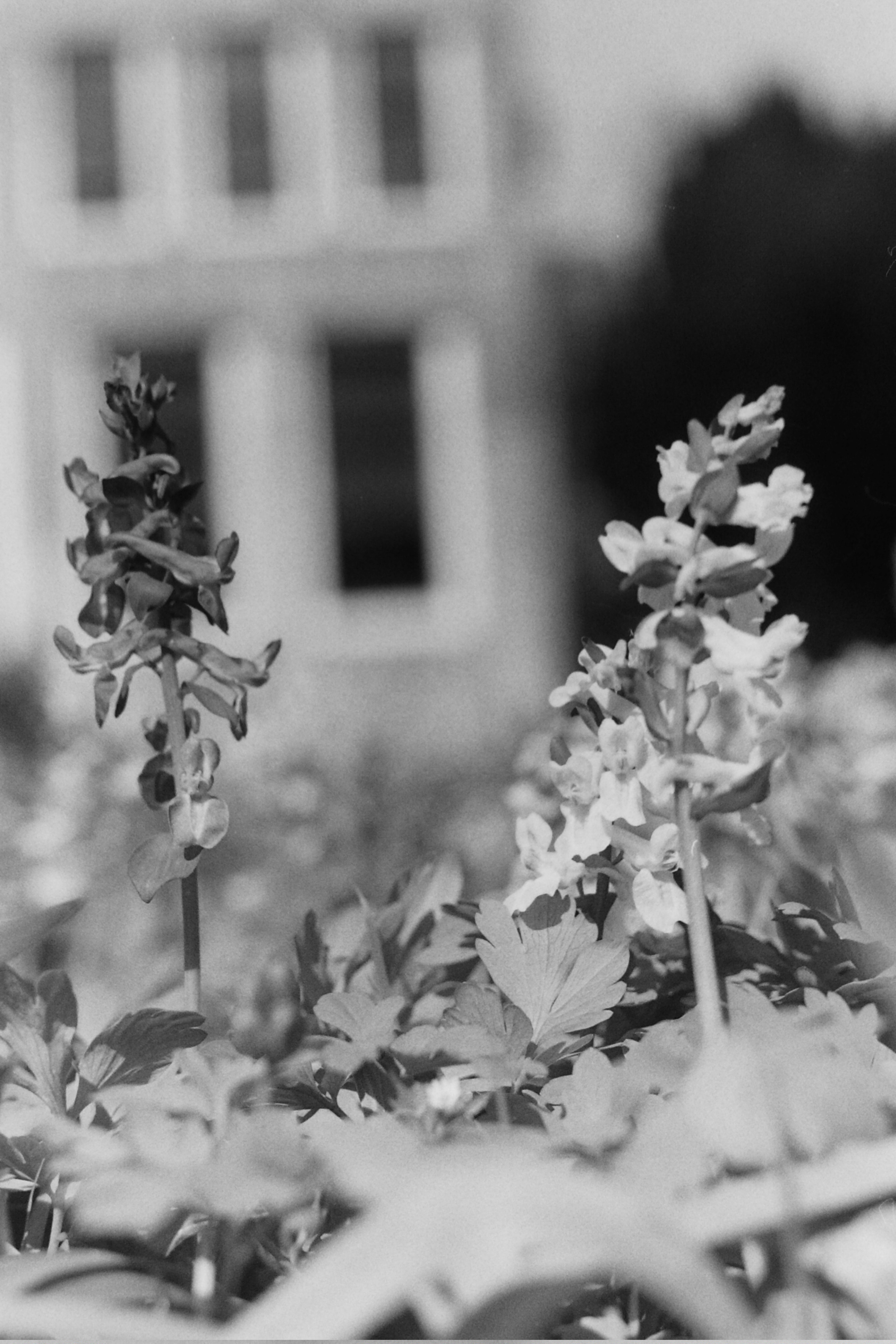
Witte en paarsrode holwortel in de Martenatuin
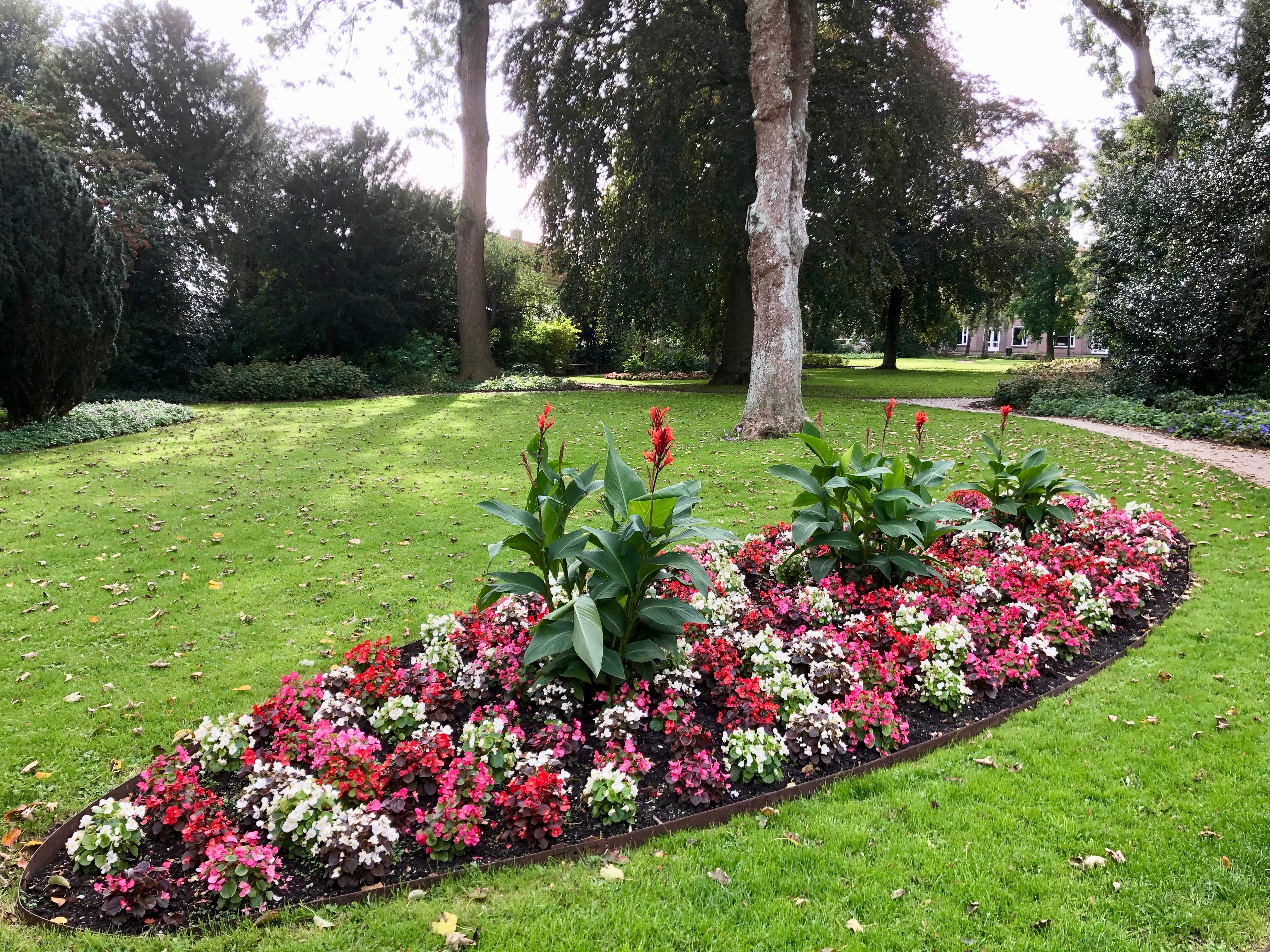
Martenatuin (2019)
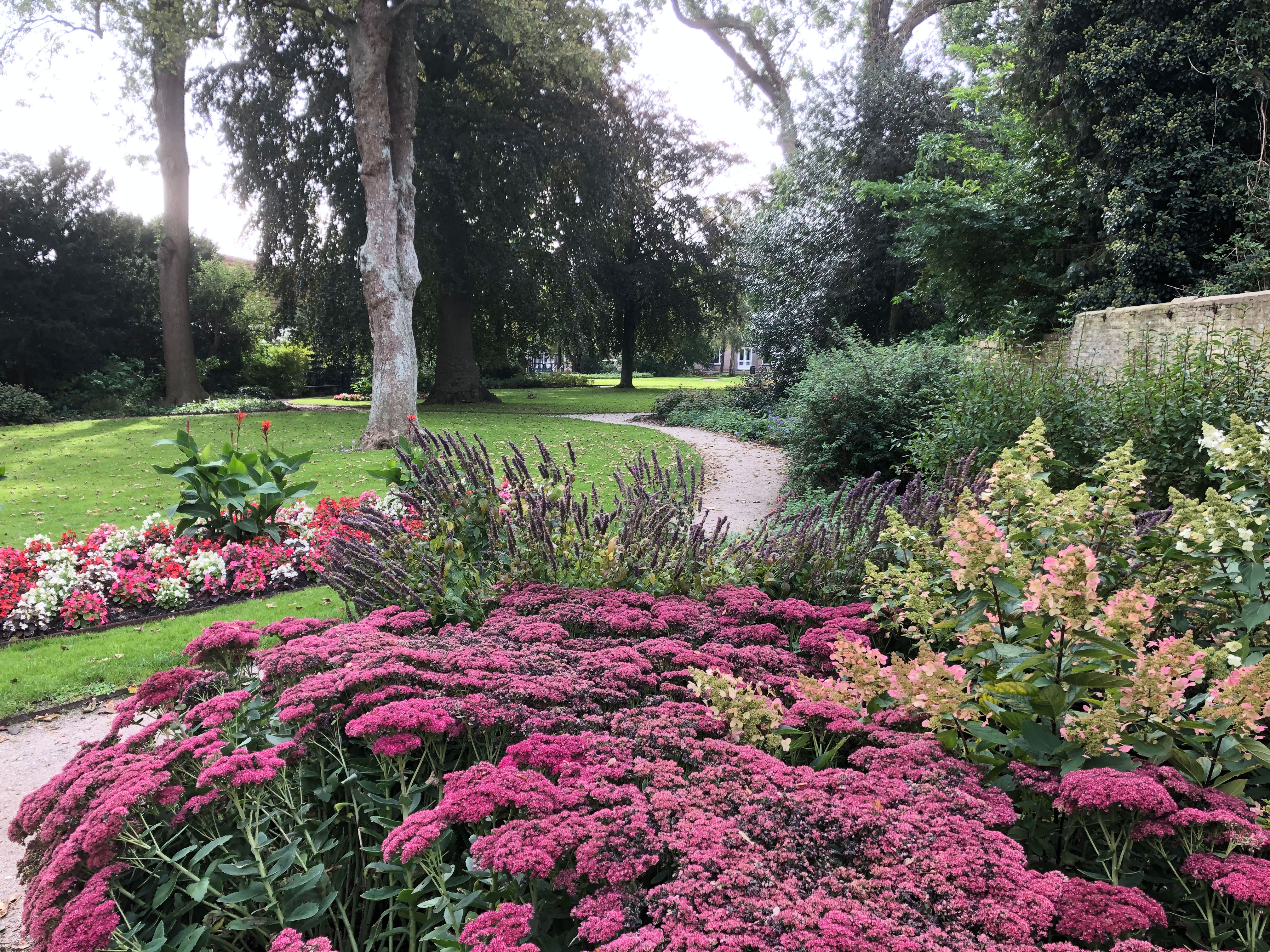
Martenatuin (2019)
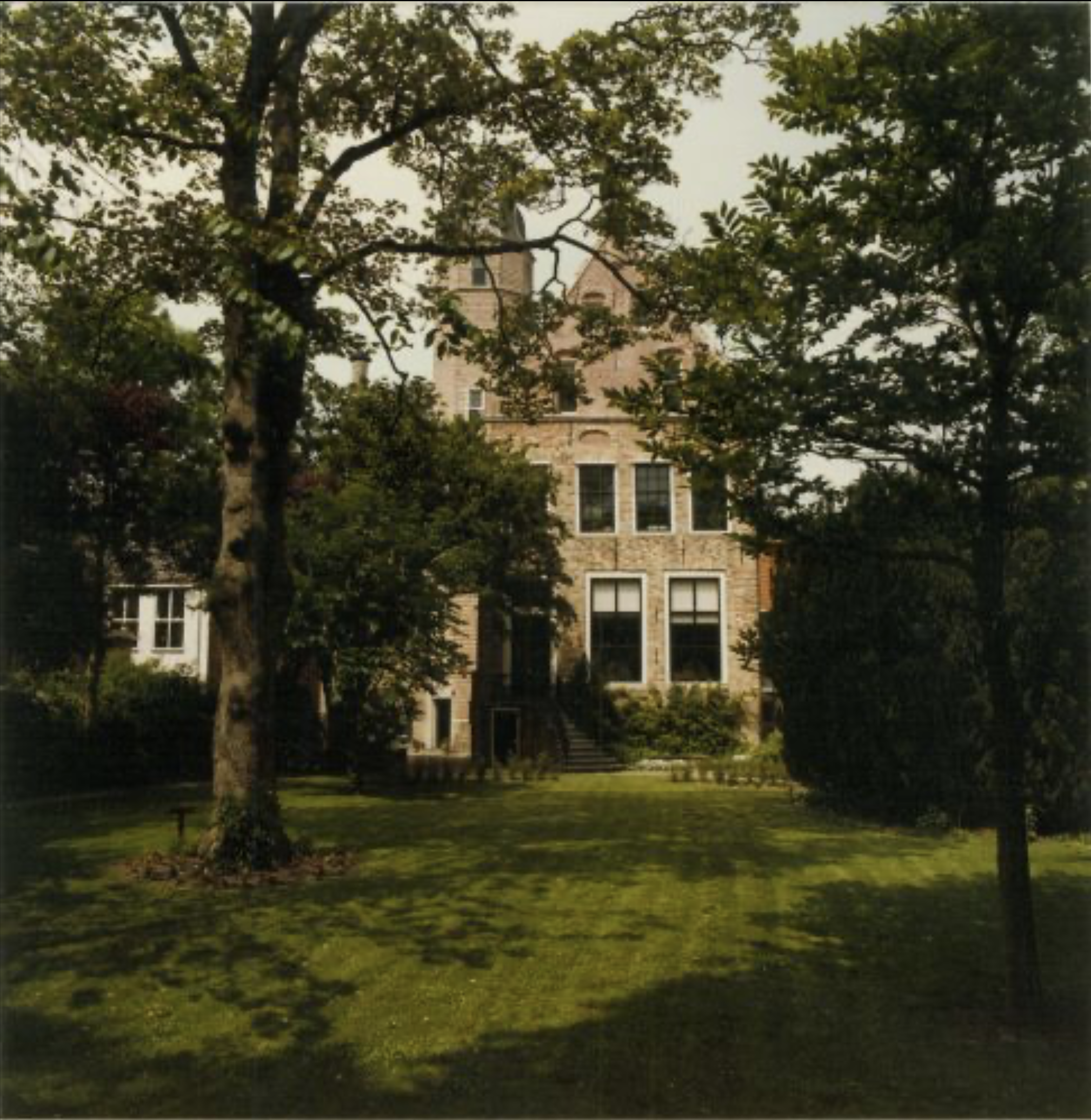
Martenatuin (1983)